# Балабуха, Николай Николаевич
Балабуха Николай Николаевич (20 июля 1853, Киев — 1916) — российский журналист и редактор украинского происхождения, в конце жизни сделал карьеру в православном богословии. Работал в Киеве, Симферополе.

## Биография
Родился 20 июля 1853 в Киеве, в семье почетного гражданина, директора Государственного банка Николая Николаевича Балабухи (1828-1863) и Марии Ивановны (урожд. Ходуновой). Представитель известного киевского купеческого рода - внук Николая Семеновича Балабухи и Ивана Ивановича Ходунова. Учился в классической гимназии, военно-юридической академии. Служил в военно-судебном и судебном ведомствах судебным следователем, а также присяжным поверенным в Санкт-Петербурге.
Литературную деятельность начал в 1874 году в газете «Киевский телеграф». Под многочисленными криптонимами (Б., Н. Б., Н. Н. Б., Н. Б-ха, -ха) и псевдонимами («Нико», «Пчела», «Сармат») выступал в следующих периодических изданиях: «Южный край», «Новое время», «Русский паломник», «Церковь и народ», «Голос истины», «Биржевые ведомости». Общий объём авторских материалов за разные годы составил более две тысячи печатных листов.
В 1889—1905 годах издавал и редактировал газету «Крым» в Симферополе. В «Отчете о деятельности Таврического отдела Императорского православного палестинского общества за 1901—1902 гг.» среди новых членов общества фигурировал Н. Н. Балабуха.
В 1905 году поступил в Киевскую духовную академию. В 1906—1907 годах был секретарем редакции журнала «Церковь и народ», который издавал ректор КДА епископ Платон (Рождественский), принимая ведущую роль в его деятельности. В 1909 году кончил КДА со степенью кандидата (магистра) богословия, защитив работу «Древнееврейское уголовное законодательство и его косвенное влияние на „Русскую Правду“» (два тома, 1447 страниц). По окончании академии назначен преподавателем «истории разоблачения раскола» в Псковскую духовную семинарию.
7 октября 1909 года был назначен на вакансию уездного миссионера 2-го района Ставропольского епархии, только что открытую епархиальным съездом. Прибыв на место служения в ноябре, присоединился к двум миссионерским поездкам по епархии как помощник епархиального противосектантского миссионера, приняв участие в публичных и частных беседах с «сектантами» и проповеди Слова Божьего. В последней декаде декабря 1909 года назначен сначала исполняющим обязанности, впоследствии — епархиальным миссионером Кишиневской епархии. В справочниках Бессарабии за 1909 год упоминается как «священник, противосектантский миссионер, церковный журналист». В январе 1910 года подал библейско-археологическое исследование в двух томах на соискание степени магистра богословия «Древнееврейское уголовное законодательство по Библии и памятникам древнееврейского предания», которое было признано неудовлетворительным. Совет КДА принял вернуть труд автору для переработки в соответствии с замечаниями рецензентов. В 1911 году подал на соискание степени магистра уголовного права рукописное произведение «О посмертных наказаниях в древнеязыческом, еврейском и христианском мире».

## Воспоминания
С. А. Ефремов, «Праздник украинской интеллигенции (к открытию памятника И. П. Котляревскому)»:

На кафедре появляется харьковский присяжный поверенный г. Н. И. Михновский с заявлением, что так как порученный ему кружком харьковской интеллигенции адрес написан на украинском языке, то в виду неразрешения г. городским головой чтения таких адресов, он готов подчиниться дискреционной власти председателя и читать адреса не будет; но зная в то же время, что не существует закона, который воспрещал бы «прирожденному малороссиянину» говорить на своем родном языке, он, Михновский, просит о случившемся занести в протокол заседания и выписку из него выдать ему для обжалования этого незаконного воспрещения в Сенат. Усмотрев затем в поступке г. городского головы нежелание принимать украинские адреса, г. Михновский оставляет свой адрес у себя и, передав одну лишь пустую папку, при аплодисментах публики, удаляется из зала. Требование о занесении случившегося в протокол было поддержано и черниговским присяжным поверенным г. И. Л. Шрагом. Когда г. городской голова обратился к публике с угрозой закрыть заседание, то возмущенная происшедшим публика окончательно начала оставлять зал. После заявлений г.г. Михновского и Шрага поочередно подходили делегаты с украинскими адресами и, вручая их по принадлежности, каждый повторял заявление о своем протесте против происшедшего насилия. Сотрудник и представитель «Орловского Вестника» г. Чеботарев, делегат Одесского Литературно-артистического Общества г. Иваненко и ещё около десяти представителей различных обществ присоединяются к протесту украинских товарищей, заявив, что в виду происшедшего прискорбного инцидента они не находят возможным читать свои приветствия, хотя последние написаны на русском языке и потому воспрещение их не касается. Странное, чтобы не сказать более, отражение описанный инцидент нашел в передаче некоторых газет («Приднепровский Край» и «Крым»), представители которых г.г. Духовецкий и Балабуха лично были на празднестве. Рассказы этих господ, слышавших «неописуемый хаос», свистки, стоны, крики, топанье и т п., видевших, как г. Михновский разрывал свой адрес, а остальные украинские делегаты отдавали лишь пустые папки, представляют наивную или злостную выдумку, ничего общего с правдой не имеющую и изображающую все событие в совершенно искаженном виде.
Князь В. Н. Оболенский вспоминал:

«В Симферополе издавались две маленькие газеты — „Крым“ и „Салгир“, главным образом занимавшиеся культурой местных сплетен. Редактор-издатель „Крыма“, не бездарный, но совершенно спившийся старик Балабуха не брезговал шантажом, за что его испитая физиономия не раз покрывалась синяками. Обе газеты совершенно зачахли от конкуренции издававшегося в Севастополе „Крымского Вестника“ — газеты бойкой, имевшей талантливых сотрудников, но пошловатой и совершенно неопределенной в политическом отношении».
Даниил Коломийцев в газете «Крымский курьер», 1903 год:

Газета «Крым» (№ 252), касаясь облетевшего всю Россию известия о мнимой смерти ея редактора, Н. Н. Балабухи, пишет: «кому и ради чего пришло в голову послать эту ложную телеграмму — положительно необъяснимо».
В хронике «Крыма» за 12 ноября было сказано, что «обвиняемаго Барскаго защищают прис. пов. гг. Туббе, Карахаш и редактор нашей газеты Балабуха». Так как все эти лица явились в суд к разбору дела, то я 12 ноября послал в «Биржевыя ведомости» и «Новое время» такую телеграмму: Сегодня в окружном суде начался двухдневный разбор трех дел бывшаго сотрудника «Крыма», адвоката Барскаго, который обвиняется в подлоге, обмане и растрате. По одному из этих дел обвинительный приговор кассирован Сенатом и дело разбирается вторично. Барскаго защищают поверенные Туббе, Каракаш и редактор Крыма Балабуха. «Скончался председатель окружного суда Снопко».

Телеграмма эта в «Нов. Вр.» напечатана правильно, за исключением сообщения о смерти Снопко. Вероятно, в телеграмме это место было как-нибудь перепутано. «Биржевыя ведомости» слово «скончался» отнесли к слову «Балабуха». Таким образом, в этой газете появилось ошибочно известие о смерти г. Балабухи… Это известие по телефону из Петербурга было передано почти во все московския газеты… Как я слышал от самого г. Балабухи, «Моск. Лист.» успел напечатать даже некролог… Слышал я также о панихидах… Родных г-ну Балабухе пришлось извещать по телеграфу, что он жив… На дом приходили выражать соболезнование домашним г. Балабухи по случаю смерти главы дома… Словом, поднялась целая суматоха… Мне очень тяжело все это было. Я поспешил по телеграфу сделать разъяснение в «Бирж. вед.»
В основанном на реальных событиях начала XX в. романе украинского писателя Леся Гомона «Голгофа» среди членов комиссии Синода РПЦ, которая прибыла с проверкой в Балтскую обитель, упоминается «господин магистр богословия Балабуха», который изображается как «большой эгоист», который «только собой и богословием занимается» настолько, что у него «от чрезмерной преданности церковным делам исчезла чувствительность к человеческому телу», и которому «не мешало бы попоститься». Балабуха участвует в устроенном настоятелем обители пиру, после которого комиссия делает положительные выводы.